# Hemihyalea translucida
Hemihyalea translucida là một loài bướm đêm thuộc phân họ Arctiinae, họ Erebidae.